# Typhloreicheia ilianae
Typhloreicheia ilianae is een keversoort uit de familie van de loopkevers (Carabidae). De wetenschappelijke naam van de soort is voor het eerst geldig gepubliceerd in 2011 door Casale & Marcia.